# Большие Углы
Большие Углы — деревня в Череповецком районе Вологодской области.
Входит в состав Воскресенского сельского поселения, с точки зрения административно-территориального деления — в Воскресенский сельсовет.
Расстояние по автодороге до районного центра Череповца — 30 км, до центра муниципального образования Воскресенского — 8 км. Ближайшие населённые пункты — Коротнево, Малые Углы, Романово.
По переписи 2002 года население — 23 человека (10 мужчин, 13 женщин). Всё население — русские.
В деревне родился Герой Советского Союза Леонид Моченков.